# (18111) Pinet
(18111) Pinet est un astéroïde de la ceinture principale.

## Description
(18111) Pinet est un astéroïde de la ceinture principale. Il fut découvert le 5 juillet 2000 à la station Anderson Mesa par le programme LONEOS. Il présente une orbite caractérisée par un demi-grand axe de 2,80 UA, une excentricité de 0,10 et une inclinaison de 2,9° par rapport à l'écliptique.

## Compléments